# Гай Витразий Полион
Гай Витразий Полион (на латински: Gaius Vitrasius Pollio; † 32 г.) е политик на Римската империя през 1 век по времето на император Тиберий (14 – 37).
Произлиза от патрицианската фамилия Витразии, клон Полион от Нурсия (Nursia). Вероятно е баща на Гай Витразий Полион (префект на Египет 39 – 41) и на Тит Витразий Полион (прокуратор на Египет по времето на император Клавдий 41 – 54 и баща на Тит Витразий Полион, консул 137 г.).
През 31 – 32 г. Полион е префект (Praefectus Alexandreae et Aegypti) на римската провинция Египет след Гай Валерий и е сменен от Юлий Ибер (Север) и Авъл Авилий Флак.